# Melanagromyza pubiseta
Melanagromyza pubiseta este o specie de muște din genul Melanagromyza, familia Agromyzidae. A fost descrisă pentru prima dată de Friedrich Georg Hendel în anul 1923. Conform Catalogue of Life specia Melanagromyza pubiseta nu are subspecii cunoscute.